# Santa Claus Is Coming to Town
Santa Claus Is Coming to Town (o anche Santa Claus Is Comin' to Town) è una tradizionale canzone natalizia statunitense composta nel 1932 da Haven Gillespie (testo) e J. Fred Coots (musica) e cantata per la prima volta in occasione del Giorno del Ringraziamento del 1934 da Eddie Cantor in una trasmissione radiofonica.

La prima registrazione, in una versione per lo più strumentale, è dello stesso anno ad opera di George Hall and the Hotel Taft Orchestra e Sonny Schuyler. 

Celebri soprattutto la versione di Perry Como e quella di Bing Crosby e le Andrews Sisters.

## Storia
Haven Gillespie scrisse il testo della canzone sul retro di una busta in un bar nel 1932.
Inizialmente, vi furono difficoltà a trovare un interprete che accettasse di incidere la canzone, finché Eddie Cantor non si rese disponibile ad interpretarla in un suo spettacolo radiofonico e nella sfilata di Macy's del giorno del Ringraziamento del 1934.

## Testo
La canzone si riferisce alla tradizione natalizia di Babbo Natale, di cui si preannuncia l'arrivo in città. Le parole dicono, presumibilmente a un bambino, di fare attenzione, non piangere e non fare il broncio: Babbo Natale sta venendo in città, sta facendo una lista e controllandola due volte, per capire chi è cattivo e chi è bravo, e sa quando il bimbo dorme e quando è sveglio e come si è comportato.
«You better watch out

You better not cry

better not pout

I'm telling you why

Santa Claus is coming to town
He's making a list,

and checking it twice;

gonna find out

Who's naughty and nice.

Santa Claus is coming to town
He sees you when you're sleeping

He knows when you're awake

He knows if you've been bad or good

so be good for goodness sake!
O! You better watch out!

You better not cry.

better not pout, I'm telling you why.

Santa Claus is coming to town.

Santa Claus is coming to town.»

## Versioni varie
Oltre alle versioni sopracitate ne esistono numerose altre, tra le quali quelle di:
- Alice Cooper;
- Barry Manilow;
- Bill Evans;
- Björn Again (inserita nell'album 100% Cristmas);
- Bruce Springsteen;
- Cartoons;
- Cluster (in un medley con Deck the Halls);
- Diana Ross;
- Dokken;
- Dolly Parton;
- Ella Fitzgerald;
- Etta James (inserita nel suo album 12 Songs of Christmas del 1998);
- Frank Sinatra (anche in coppia con Cyndi Lauper);
- Gene Autry;
- Hilary Duff;
- Justin Bieber (inserita nel suo album natalizio Under the Mistletoe del 2011);
- Lionel Pretzel & The Coypus;
- Mariah Carey (inserita nel suo album natalizio Merry Christmas del 1994);
- Michael Bolton;
- Michael Bublé;
- Miley Cyrus;
- Nat King Cole;
- Neil Diamond;
- Noemi (eseguito durante il concerto di Natale 2009);
- Ray Charles;
- Rod Stewart) (inserita nel suo album Merry Christmas, Baby del 2012);
- The Crystals;
- The Jackson 5;
- The Manhattan Transfer.

Degna di nota è anche la versione strumentale ad opera del pianista Richard Clayderman nonché quella di un altro pianista, Paul Bley, che ne incise una versione strumentale nel 1953 in trio con Art Blakey alla batteria e Charles Mingus al contrabbasso.
Da ricordare anche la versione della band californiana The X (John Doe, Exene Cervenka, DJ Bonebrake e Billy Zoom), che la inserì in un EP del 2009, Merry Xmas from X che include Jingle Bells. È stata anche inserita nell'album "Buon Natale - The Christmas Album" del trio italiano Il Volo.
Esistono poi versioni in altre lingue, tra cui anche diverse versioni in italiano.
- Cristina D'Avena ne propone una cover per il suo album Magia di Natale del 2009 con il titolo "Il Natale arriva in città" (la cantante riproporrà questa sua interpretazione anche nell'edizione deluxe dell'album, pubblicata cinque anni più tardi).
- È stata cantata anche da Andrea Bocelli nel suo album My Christmas.
- Valerio Scanu la include nel 2013 nel suo primo album dal vivo, Valerio Scanu Live in Roma.
- Il crooner italiano Matteo Brancaleoni nel 2013 inserisce il brano nel suo album natalizio Christmas With You.
- Laura Pausini la reinterpreta nel 2016 per l'album Laura Xmas facendone anche un singolo assieme allo stesso brano tradotto e cantato in spagnolo.
- Vinicio Capossela la propone, con un testo da lui ampliato, nell'album del 2024 Sciusten feste n.1965.

In spagnolo è famosa inoltre la versione di Luis Miguel. Ed in svedese quella ad opera di Jerry Williams (Tomten kommer snart, 1990).

## Classifiche
Versione di Michael Jackson & Jackson 5
| Classifica (2019-22) | Posizione massima |
| -------------------- | ----------------- |
| Australia            | 29                |
| Nuova Zelanda        | 37                |
| Regno Unito          | 30                |
| Stati Uniti          | 41                |
| Svizzera             | 69                |

Versione di Bruce Springsteen
| Classifica (2019-21) | Posizione massima |
| -------------------- | ----------------- |
| Canada               | 42                |
| Italia               | 49                |
| Regno Unito          | 48                |
| Svizzera             | 56                |

Versione di Michael Bublé
| Classifica (2020-21) | Posizione massima |
| -------------------- | ----------------- |
| Italia               | 83                |
| Regno Unito          | 77                |